# Zdeněk Fleiberk
Zdeněk Fleiberk (10. dubna 1922, Martin – 23. července 1997, Litoměřice) byl archivář a římskokatolický kněz, který působil jako farář v Jablonném v Podještědí. Za doby normalizace byl vyslýchán Státní bezpečností.

## Rodina
Pocházel z rodiny původně živnostníka. Jeho otec do roku 1942 pracoval jako holič. Potom pracoval jako dělník v rafinerii olejů v Kolíně. V roce 1943 umírá. Zda byl politicky angažován není známo.

## Život
V roce 1939 nastupuje jako učeň v koloniálu Vlček v Kladně. V roce 1942 se vyučil a odešel na nucené práce do Lipska k firmě Pyttler, kde pracoval na soustruhu asi rok a pak dělal dílenského písaře. Po smrti otce v roce 1943 mu bylo umožněno se navrátit do Protektorátu, kde začal pracovat ve firmě Schwarz u Týnce nad Sázavou, ale jelikož nedostal povolení, byl zatčen a odvezen do tábora Hradištko u Davle. Po prošetření byl po pěti týdnech propuštěn. Po propuštění chvíli pracoval v Kladně na hutích. V létě v roce 1944 byl opět poslán pracovat do Lipska. Po poškození náletem továrny Tromkat se vrátil v březnu 1945 zpět do Protektorátu, kde byl následně zatčen v Břežánkách. Poté byl 2 měsíce vězněn v Mostě. Na podzim roku 1945 začal opět pracovat a to v Ústí nad Labem, jako kancelářský pomocník a to do června 1946.
Následně se přesunul do Bruntálu k tzv. Petrýnům, ústav pro pozdní kněžská povolání, kde byl zaměstnán jako strojní pomocník do roku 1948. V Bruntále vystudoval roku 1950 gymnázium. Od roku 1951 pracoval jako knihovník v Olomouckém muzeu. V knihovně vydržel pouze rok. Rozhodl se dobrovolně pracovat v lomu ČSD v Prosečnici nad Sázavou. O tři roky později odešel na nádraží v Olomouci, kde pracoval jako posunovač. Poté byl zaměstnancem Okresního archivu v Olomouci. Od října roku 1968 se stal studentem na teologické fakultě v Litoměřicích. Nakonec byl v roce 1973 vysvěcen v Jablonném v Podještědí, kde také zůstal.

## Akce kostel
Roku 1983 byla aparátem komunistické moci - STB realizována v kostele sv. Vavřince tzv. Akce kostel. Otec Zdeněk Fleiberk, jako jediný kněz farnosti se státním souhlasem, se stal terčem výslechů a nátlaku Státní bezpečnosti.
Archivářská praxe Zdeňka Fleiberka jej nejspíše podnítila k jeho bádání o historii kostela sv. Vavřince. Fleiberk ve své výpovědi zmiňuje nejmenované prameny, ve kterých se dočetl o několikapatrovém komplexu kostelních katakomb. Tuto myšlenku mu dále přiživilo dvanáct větracích otvorů, které se nacházejí na kostelní půdě, z nichž jeden jediný vede do katakomb. Větrání v katakombách bylo nedostačující a v kryptě paní Zdislavy se držela vlhkost. Fleiberkova domněnka spočívala s otevřením dalších pater, které by pomohly k lepšímu větrání v prvním poschodí katakomb. Fleiberk započal své pátrání v nejbližších archivech, jmenovitě Okresní archiv Česká Lípa, archiv v Žitavě a církevní archiv v Budišíně. Výsledkem tohoto bádání se Fleiberkovi nedostalo žádných informací o existenci hlubších pater katakomb. Otec Fleiberk se nevzdal svého badatelského cíle a odpovědi na své otázky se snažil nalézt u občanů města Jablonného a návštěvníků kostela sv. Vavřince.
V nejmenovaném roce se Zdeněk Fleiberk dostal do rozhovoru s návštěvníkem kostela, jehož životní profese byla soudce, že se v roce 1924 ocitl u zazděného vchodu chodby vedoucí k Lemberku a to ve 3. poschodí katakomb. Roku 1975-76 se Fleiberk dozvěděl od občana NDR, že procházel druhým poschodím katakomb až do sklepů Jablonské radnice. Fleiberk však u těchto osob nezmiňuje jména. Hlavním podnětem k hledání se stala konference administrátorů, kde se Fleiberk zmínil o vlhkosti v katakombách a potřebě větrání. Řešením by podle Fleiberka bylo odkrýt další poschodí katakomb. Fleiberk s touto myšlenkou nepochodil a rozhodl se pro individuální výkopové práce.
Od roku 1978-79 se Fleiberkova práce především soustředila na prostor za zdí krypty paní Zdislavy. V těchto místech nalezl Fleiberk prostor o rozměrech 3x1 metr, kde narazil na původní zdi kostela. Fleiberk ve svém bádání pokračoval. Ve výpovědi zmiňuje, že mu roku 1977 pomáhala kopat skupina turistů z Moravy v místech chodby, která vedla z katakomb do kláštera. Při této akci se Fleiberkovi nedostalo nových objevů o dalších poschodích a z tohoto důvodu byly veškeré výkopy zasypány.